# هاورد سترينجر

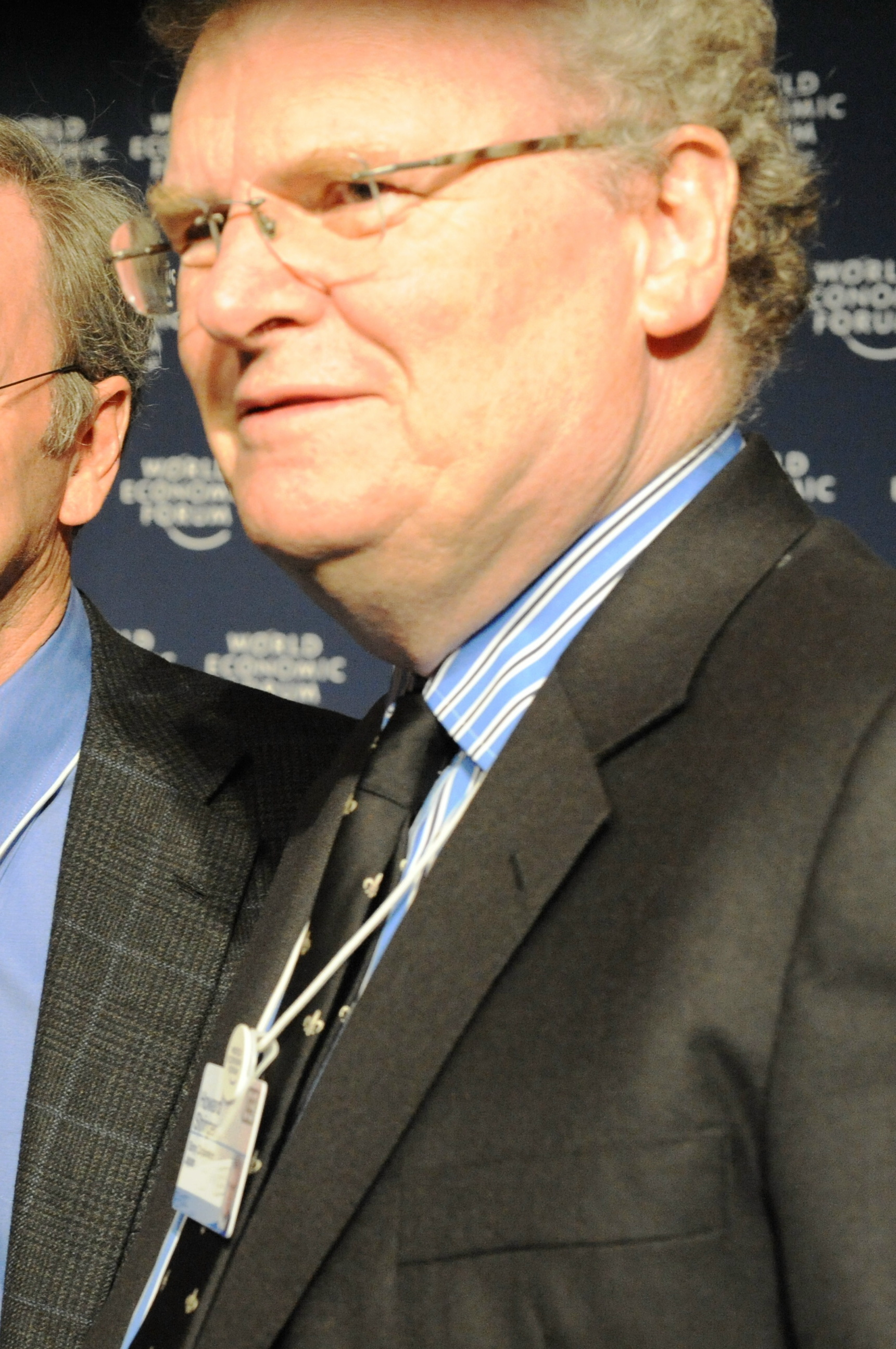
هاورد سترينجر

السير هاورد سترينجر (بالإنجليزية: Howard Stringer)‏ (ولد في 19 فبراير 1942) هو رجل أعمال أمريكي من مواليد بريطانيا.يشغل منصب رئيس مجلس الإدارة لشركة سوني الشهيرة.

## حياته
ولد هاورد في مدينة كارديف في ويلز.كانت والدته معلمة، أما والده فكان ضابطا في سلاح الجو الملكي البريطاني.تزوج في يوليو عام 1978,وأنجب طفلان.ودرس في جامعة أكسفورد.
حصل على لقب فارس من قبل ملكة بريطانيا العظمى إليزابيث الثانية في 31 ديسمبر عام 1999.

## المهنة
انتقل إلى الولايات المتحدة عام 1965.طلب للانضمام إلى الجيش الأمريكي وخدم في حرب فيتنام.
عمل بعدها في قناة سي بي إس لمدة 30 سنة.
انتقل فيما بعد للعمل بشركة سوني وكان ذلك في مايو 1997.يشغل حاليا منصب رئيس مجلس إدارة الشركة.

## التكريم
- كرم من قبل الجيش الأمريكي لإنجازاته الجديرة بالتقدير خلال حرب فيتنام.
- نال 9 جوائز إيمي في الفترة 1974-1976 بصفته كاتبا ومخرجا ومنتجا.
- حصل على لقب فارس في 31 ديسمبر عام 1999 من قبل الملكة إليزابيث الثانية.

## روابط خارجية
- هاورد سترينجر على موقع IMDb (الإنجليزية)
- هاورد سترينجر على موقع الموسوعة البريطانية (الإنجليزية)
- هاورد سترينجر على موقع مونزينجر (الألمانية)
- هاورد سترينجر على موقع ميوزك برينز (الإنجليزية)
- هاورد سترينجر على موقع قاعدة بيانات الفيلم (الإنجليزية)